# Musikforeningen
Musikforeningen (Societat musical) de Copenhaguen va ser la sala de concerts més important de Dinamarca al segle xix. Va funcionar entre 1838 i 1931, però va ser especialment sota la direcció de Niels Gade (1850–1890) que es va convertir en un lloc de trobada per a la vida musical de la ciutat amb la seva orquestra simfònica i cor propis. Carl Nielsen en va ser el director entre 1915 i 1927. Altres líders van ser Franz Gläser, Emil Hartmann i Franz Neruda.

## Història

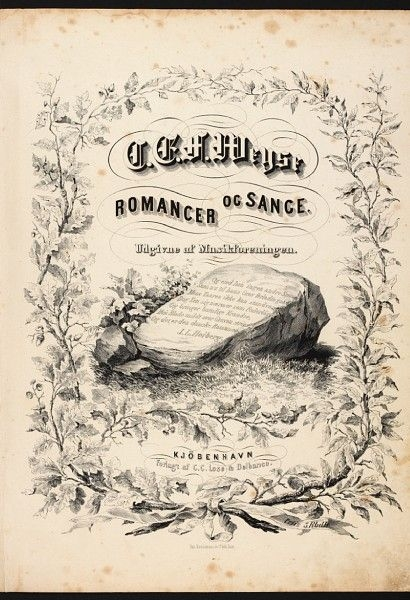
CEF Weyse's Romancer og Sange publicat per Musikforeningen el 1853

El Musikforeningen de Copenhaguen va ser fundat l'any 1836 entre d'altres per Johan Peter Emilius Hartmann i Edvard Collin. El seu objectiu era publicar obres musicals daneses «per a les quals no publicar-se suposaria una pèrdua per a l'art». A més, l'associació també havia de lliurar premis i organitzar concerts. El mandat d'organitzar concerts aviat es va convertir en la funció més important de la Societat, que va esdevenir la principal institució de concerts a Copenhaguen. Johan Peter Emilius Hartmann va ser el seu president des de 1839 fins a 1892, mentre que Gade va ser el líder més eficaç de l'orquestra i el cor fins a la seva mort el 1890. A Gade el va succeir el fill de JPE Hartmann, Emil Hartmann, que va ocupar el càrrec durant un any, però va haver de dimitir per motius de salut. Franz Neruda en va prendre el relleu, i va dirigir concerts fins a la seva mort el 1915. Durant els primers anys, l'associació va donar suport als desenvolupaments moderns, però fins i tot sota el lideratge de Gade la política es va tornar més conservadora. Amb Neruda, el repertori es va ampliar una mica però encara va variar poc del repertori clàssic de Viena.
A finals del segle xix i principis del segle xx, l'escena musical de Copenhaguen es va desenvolupar ràpidament. La Societat Musical, que era l'única institució que presentava concerts d'orquestra a la temporada d'hivern, de sobte es va enfrontar a la competència de moltes altres organitzacions com Koncertforeningen (1874-93), l'Orquestra Reial Danesa (des de 1883), els anomenats concerts de Palae a Odd Fellows. Mansion (1895-1931) i la Dansk Koncert-Forening (Societat Danesa de Concerts) (1901-40). Per tant, més pel seu nom que pel seu èxit, la Societat Musical va mantenir la seva condició de principal proveïdor de concerts de la ciutat fins ben entrat el segle xx. Com a associació privada, depenia totalment dels seus membres, però a mesura que augmentaven les oportunitats de concerts en altres llocs, el nombre de membres va disminuir constantment. En el moment àlgid del mandat de Gade, hi havia 2.500 membres i cada concert es presentava dues vegades. A la temporada 1913–1914, el nombre de membres havia caigut a 900 i els concerts només es feien una vegada.

## Estructura de l'organització
Com que la Societat de Música era una organització privada, els seus concerts també es consideraven esdeveniments privats tot i que la premsa estava admesa. El finançament consistia en les quotes dels socis, una subvenció anual de l'Estat i els rebuts dels concerts addicionals oberts al públic. La Societat comptava amb un cor d'aficionats no remunerat que participava en tots els seus concerts. L'orquestra, contractada especialment per a cada concert, estava formada per membres de l'⁣Orquestra Tivoli.
Normalment hi havia tres o quatre concerts cada temporada que s'estenia de novembre a abril. De tant en tant, hi havia concerts addicionals oberts al públic de pagament. Les actuacions se celebraven a les 8 de la tarda dels dijous al vespre al palau Odd Fellows (sovint simplement anomenada Palae) a Bredgade de Copenhaguen. Els assajos eren els diumenges a la tarda, moment convenient per als membres de la coral.

## La presidència de Carl Nielsen
Després de la mort de Neruda, Carl Nielsen va assumir la direcció dels concerts de la Societat Musical el 1915. Ja s'havia parlat d'abolir l'associació que des dels grans dies de Niels Gade havia estat en constant decadència. Però Nielsen va aconseguir despertar l'interès, reorganitzant el cor i modernitzant una mica el repertori força conservador. Va començar a incloure obres de compositors nòrdics contemporanis com Wilhelm Stenhammar, Kurt Atterberg i Louis Glass i música francesa contemporània de Claude Debussy, Maurice Ravel i Darius Milhaud. No es van incloure compositors romàntics alemanys tardans com Gustav Mahler i Richard Strauss.
Cap al 1922, l'interès va disminuir dràsticament, no només a conseqüència de la recessió econòmica, sinó sobretot perquè la Societat Musical era cada cop més vista com una institució obsoleta. Les males crítiques, provocades potser per la seva manca d'experiència professional com a director, van portar Nielsen a marxar el 1927. El va succeir Ebbe Hamerik que, malgrat una gran experiència, no va poder evitar el seu tancament el 1931.